# El faro
El faro è un film del 1998 diretto da Eduardo Mignona. 
Anche conosciuto come The Lighthouse, è una coproduzione argentino-spagnola, uscito in Argentina il 16 aprile 1998 e in Spagna il 22 maggio dello stesso anno. In DVD è uscito il 21 settembre 2004, per Venevision.

## Trama
Due sorelle argentine, Memé e Aneta, perdono i loro genitori in un incidente stradale. Memé, la maggiore, rimane zoppa con una gamba gravemente ferita. Le ragazze orfane decidono di trasferirsi in Uruguay dalle proprie zie. Le sorelle litigano spesso, ma sono in realtà molto vicine. Memé conosce qualche ragazzo ma niente di serio a causa del suo infortunio, Memé in seguito trova lavoro come cameriera, dove fa la conoscenza di Andy. Tornando a Montevideo, incontrano Dolores, un'amica della loro defunta madre. In seguito La relazione che Memé avrà con un altro uomo  complica la relazione con sua sorella.

## Riconoscimenti
| Nome Premio                                  | Anno | Categoria                                                   | Risultato       |
| -------------------------------------------- | ---- | ----------------------------------------------------------- | --------------- |
| Montréal World Film Festival                 | 1998 | Migliore attrice Íngrid Rubio                               | Vincitore/trice |
| Montréal World Film Festival                 | 1998 | Premio della giuria Eduardo Mignona                         | Vincitore/trice |
| Argentine Film Critics Association Awards    | 1999 | Miglior attrice Silver Condor                               | Vincitore/trice |
| Argentine Film Critics Association Awards    | 1999 | Miglior Direttore Eduardo Mignogna                          | Vincitore/trice |
| Argentine Film Critics Association Awards    | 1999 | Migliore Nuova Attrice Jimena Barón                         | Vincitore/trice |
| Goya Awards                                  | 1999 | Miglior linguaggio spagnolo Estero per Film Eduardo Mignona | Vincitore/trice |
| Oslo Film                                    | 1999 | Audizioni premio Eduardo Mignona                            | Vincitore/trice |
| Butaca Award                                 | 1998 | Miglior film catalano Attrice Ingrid Rubio                  | Candidato/a     |
| Montréal World Film Festival Eduardo Mignona | 1998 | Grand Prix di America Eduardo Mignona                       | Candidato/a     |
| Festróia - Tróia International Film Festival | 1999 | - per Eduardo Mignona                                       | Candidato/a     |